# 拓跋陵
拓跋陵（?—?），鲜卑名可悉陵，追尊魏平文帝拓跋郁律玄孙，平陽王拓跋樂真之子，北魏宗室，爵封襄邑子。

## 生平
拓跋陵在太武帝拓跋燾在位時，賜爵位為襄邑男，進爵為子爵，後逝世。其子拓跋瓌位居柔玄鎮司馬。

## 夫人
- 刘氏，北魏白土县县令刘松节之女